# COinS
ContextObjects in Spans (COinS) je metoda za vdelavo bibliografskih metapodatkov v HTML kodo spletnih strani. To omogoča, da bibliografska programska oprema objavi strojno berljive bibliografske elemente, ki jih prebere odjemalčeva programska oprema za upravljanje referenc. Metapodatki se lahko pošljejo tudi v OpenURL povezovalnik. To na primer omogoča iskanje kopije knjige v določeni knjižnici.

## Uporaba na spletnih straneh
Naslednja spletna mesta uporabljajo COINS: 
- Citebase
- CiteULike
- Copac
- HubMed
- Mendeley[2]
- Wikipedija
- Wikivoyage
- WorldCat